# 悪い奴ほどよく眠る (テレビドラマ)
悪い奴ほどよく眠る（わるいやつほどよくねむる）は、2010年3月5日の21:00-22:52にフジテレビ系列の「金曜プレステージ」枠にて放映されたテレビドラマである。視聴率は10.1％（ビデオリサーチ調べ、関東地区）。
同名映画「悪い奴ほどよく眠る」のリメイク版であり、黒澤明生誕百年記念企画と銘打っている。

## キャスト
- 西幸一（エネルギー開発機構開発部）：村上弘明
- 岩渕佳子（幸一の結婚相手）：若井なおみ
- 岩渕双葉（佳子の姉）：とよた真帆
- 岩渕憲（佳子・双葉姉妹の父。土地開発公団の副総裁）：中野誠也
- 和田一平（開発機構の契約課課長）：本田博太郎
- 白井総務部長：高橋元太郎
- 守山理事：立花一男
- 三浦常務：堀越大史
- 青山眉子、清水直子、執行佐智子、石山輝夫、加藤佳男、林宏和、八柳豪、島英臣、片山知彦 ほか

## スタッフ
- 脚本：吉田剛
- 監督：黒沢直輔
- 題字：本田博太郎
- 撮影：志賀葉一
- 選曲：合田麻衣子
- 美術協力：山崎美術
- 車輌：マエダオート
- ロケ協力：ホテルリステル猪苗代、猪苗代町商工観光課 ほか
- 企画：熊谷剛（フジテレビ編成部）
- プロデューサー：古賀伸雄、坂東誠一、森清和夫（東宝）
- 協力：黒澤プロダクション
- 技術協力&制作協力：ビデオフォーカス
- 制作：フジテレビ、俳優座